# Guido Jung
Guido Jung (Palermo, 2 febbraio 1876 – Palermo, 27 dicembre 1949) è stato un imprenditore e politico italiano, fondatore dell'IRI e ministro delle finanze nei governi Mussolini e Badoglio.

## Biografia
Di origini ebraiche, nacque in una famiglia benestante: il padre era titolare di un'azienda specializzata nella produzione ed esportazione di frutta secca ed agrumi; lo zio Giuseppe Jung era professore di matematica al Politecnico di Milano. Giovane iniziò a gestirla e nel 1906, dopo essere stato censore della Cassa centrale di risparmio di Palermo, venne nominato "Cavaliere della Corona italiana" dal re Vittorio Emanuele III: nel 1913 divenne nominalmente presidente della ditta Fratelli Jung.

### Volontario di guerra
Nel 1914 entrò in politica con i nazionalisti. Una volta scoppiato il primo conflitto mondiale Jung, che aveva idee nazionaliste, partì per il fronte come volontario da ufficiale. Conquistò tre medaglie d'argento al valor militare e la promozione a capitano. Nel settembre 1918 fu inviato al comitato interalleato a Parigi.
Terminata la guerra prese parte a numerose conferenze per la pace tra cui la Commissione finanziaria presso la delegazione italiana alla conferenza che diede forma al trattato di Versailles, che tuttavia non lo soddisfecero in quanto, a suo dire, l'Italia aveva ricevuto meno di quanto avesse meritato (vittoria mutilata): tale pensiero trovava sponda nel fascismo, di cui Jung fu un sostenitore tra i primi.

### L'adesione al fascismo
Infatti già nel 1922 aderì al Partito Nazionale Fascista, e divenne collaboratore del ministro delle finanze del governo Mussolini Alberto De Stefani. Nel febbraio 1924 fu nominato commissario governativo per la liquidazione dei beni requisiti.
Nell'aprile 1924 venne eletto deputato con il Listone Mussolini in Sicilia, e in quegli anni fu sostenitore dell'attività del prefetto Cesare Mori.
Ricevette numerosi incarichi economici, tra cui quello di presidente dell'INE (Istituto Nazionale per l'Esportazione), che guidò dal 1927 al 1932. In questa veste fu oggetto di alcune accuse di conflitto d'interessi (alcuni commercianti di Palermo scrissero a Galeazzo Ciano che egli approfittava della sua carica per aiutare le sue aziende) e nel 1928 presentò al Duce le dimissioni, che tuttavia furono respinte. 
Fu riconfermato alla Camera con il PNF nel 1929.
Nel dicembre 1931 fu nominato da Mussolini presidente della Sofindit.

### Ministro delle finanze e l'IRI
Nel luglio 1932 entrò nel governo Mussolini in qualità di Ministro delle finanze. In questa veste ridusse le spese militari dal 32% al 25% e aumentò invece i fondi destinati alle costruzioni di grandi opere pubbliche e nel gennaio del 1933 fu, con Alberto Beneduce, tra i promotori della nascita dell'IRI, di cui fu un convinto fautore. Nel maggio del 1933 si recò negli USA per incontrare il presidente Franklin Roosevelt per approfondire l'argomento Securities Act (che avrebbe poi dato vita al registro SEC) .
Nel 1934 era stato ancora confermato deputato alla Camera.
A fine 1934 entrò in contrasto con Beneduce e la politica dello Stato imprenditore portata avanti da Mussolini, credendo che lo Stato non potesse sostituirsi completamente al mercato; per questo nel gennaio 1935 Jung venne esautorato dall'incarico ministeriale dal duce che gli preferì Paolo Thaon di Revel. 
Nell'ottobre dello stesso anno partì, nonostante l'età, volontario per la guerra d'Etiopia come tenente colonnello,nel 12º reggimento di artiglieria mobile, dove ottenne ancora una medaglia d'argento al V.M.

### Le leggi razziali
Dal 1938, con l'approvazione delle leggi razziali, benché da anni dissociato dalla comunità israelita, fu allontanato dai suoi incarichi. Restò deputato fino al marzo 1939 e in giugno la sua azienda palermitana fallì, e quell'anno posto in congedo dall'esercito.

### Ministro nel governo Badoglio
Dopo l'8 settembre 1943 abbandonò definitivamente il fascismo e si mise a disposizione del governo alleato in Sicilia che lo trasferì a Brindisi dove il generale Badoglio si era trasferito con il suo governo. Collaborò così col governo Badoglio I, di cui fu dal novembre sottosegretario alle finanze e dall'11 febbraio 1944 ministro delle finanze e ad interim degli scambi e valute, fino al 22 aprile 1944.
Non confermato nel secondo governo Badoglio nell'aprile 1944, Jung ottenne di tornare in prima linea e fu aggregato al Gruppo di Combattimento "Folgore".
Alla fine della guerra si ritirò a vita privata a Palermo, accettando nel 1947 la nomina nel consiglio generale del neo costituito Istituto nazionale per il commercio estero.
Morì a causa di un infarto mentre stava scrivendo a macchina.